# Canadian
Canadian ist die Bezirkshauptstadt und Sitz der Countyverwaltung (County Seat) des Hemphill County im US-Bundesstaat Texas in den Vereinigten Staaten. Das U.S. Census Bureau hat bei der Volkszählung 2020 eine Einwohnerzahl von 2339 ermittelt.

## Geographie
Die Stadt liegt im Norden von Texas, im Nordosten des Texas Panhandle, ist im Osten etwa 40 Kilometer, im Norden etwa 50 Kilometer von Oklahoma entfernt, an den U.S. Highways 60 und 83, im Westen des Countys am Südufer des Canadian Rivers, kurz vor der Mündung des Red Deer Creeks und hat eine Gesamtfläche von 3,3 km².

## Geschichte
Canadian ist seit seiner Gründung im Jahr 1887 Sitz der Countyverwaltung. Entstanden ist die Stadt durch im Frühjahr des gleichen Jahres erbautes Nachschubdepot der Kansas Railway Townsite Company und durch den Bau einer Brücke über den Canadian River durch die Southern Kansas Railway. In Folge davon zogen viele Menschen auf diese Seite des Flusses, da sie hier eine bessere Verkehrsanbindung hatten und sich bessere Geschäfte erwarteten.
Am 4. August 1888 wurde eines der ersten Rodeo von Texas hier ausgetragen und ist seither jährlicher Austragungsort im Rahmen der landesweiten Wettkämpfe.
Im Februar 2024 wurde die Stadt schwer vom Smokehouse Creek Fire getroffen, dem größten Feuer in Texas seit Beginn der Aufzeichnungen.

## Demographische Daten
Nach der Volkszählung im Jahr 2000 lebten hier 2233 Menschen in 869 Haushalten und 625 Familien. Die Bevölkerungsdichte betrug 668,3 Einwohner pro km². Ethnisch betrachtet setzte sich die Bevölkerung zusammen aus 88,94 % weißer Bevölkerung, 0,22 % Afroamerikanern, 0,76 % amerikanischen Ureinwohnern, 0,13 % Asiaten, 0,04 % Bewohnern aus dem pazifischen Inselraum und 9,00 % aus anderen ethnischen Gruppen. Etwa 0,90 % waren gemischter Abstammung und 18,76 % der Bevölkerung waren spanischer oder lateinamerikanischer Abstammung.
Von den 869 Haushalten hatten 35,0 % Kinder unter 18 Jahre, die im Haushalt lebten. 60,9 % davon waren verheiratete, zusammenlebende Paare. 7,6 % waren allein erziehende Mütter und 28,0 % waren keine Familien. 26,1 % aller Haushalte waren Singlehaushalte und in 13,5 % lebten Menschen, die 65 Jahre oder älter waren. Die Durchschnittshaushaltsgröße betrug 2,52 und die durchschnittliche Größe einer Familie belief sich auf 3,04 Personen.
27,5 % der Bevölkerung waren unter 18 Jahre alt, 7,2 % von 18 bis 24, 26,8 % von 25 bis 44, 22,9 % von 45 bis 64, und 15,5 % die 65 Jahre oder älter waren. Das Durchschnittsalter war 38 Jahre. Auf 100 weibliche Personen aller Altersgruppen kamen 91,7 männliche Personen. Auf 100 Frauen im Alter von 18 Jahren und darüber kamen 87,0 Männer.

Das jährliche Durchschnittseinkommen eines Haushalts betrug 31.929 USD, das Durchschnittseinkommen einer Familie 38.676 USD. Männer hatten ein Durchschnittseinkommen von 30.240 USD gegenüber den Frauen mit 17.083 USD. Das Prokopfeinkommen betrug 16.384 USD. 14,1 % der Bevölkerung und 12,3 % der Familien lebten unterhalb der Armutsgrenze. Davon waren 19,4 % Kinder und Jugendliche unter 18 Jahren und 16,4 % waren 65 oder älter.

## Kultur und Sehenswürdigkeiten

### Veranstaltungen
Jährlich wiederkehrende Veranstaltungen sind
- das Rodeo
- das Midsummer Music Festival im August
- die Autumn Foliage Tour im Oktober

## Söhne und Töchter der Stadt
Dave McCurdy, US-amerikanischer Politiker